# بارتولومئو مانفردی
بارتولومئو مانفردی (ایتالیایی: Bartolomeo Manfredi؛ ۲۵ اوت ۱۵۸۲ – ۱۲ دسامبر ۱۶۲۲) نقاش اهل ایتالیا بود. او از چهره‌های برجستهٔ سبک کاراواجیستی در اوایل سدهٔ ۱۷ میلادی به‌شمار می‌رود.

## نگارخانه

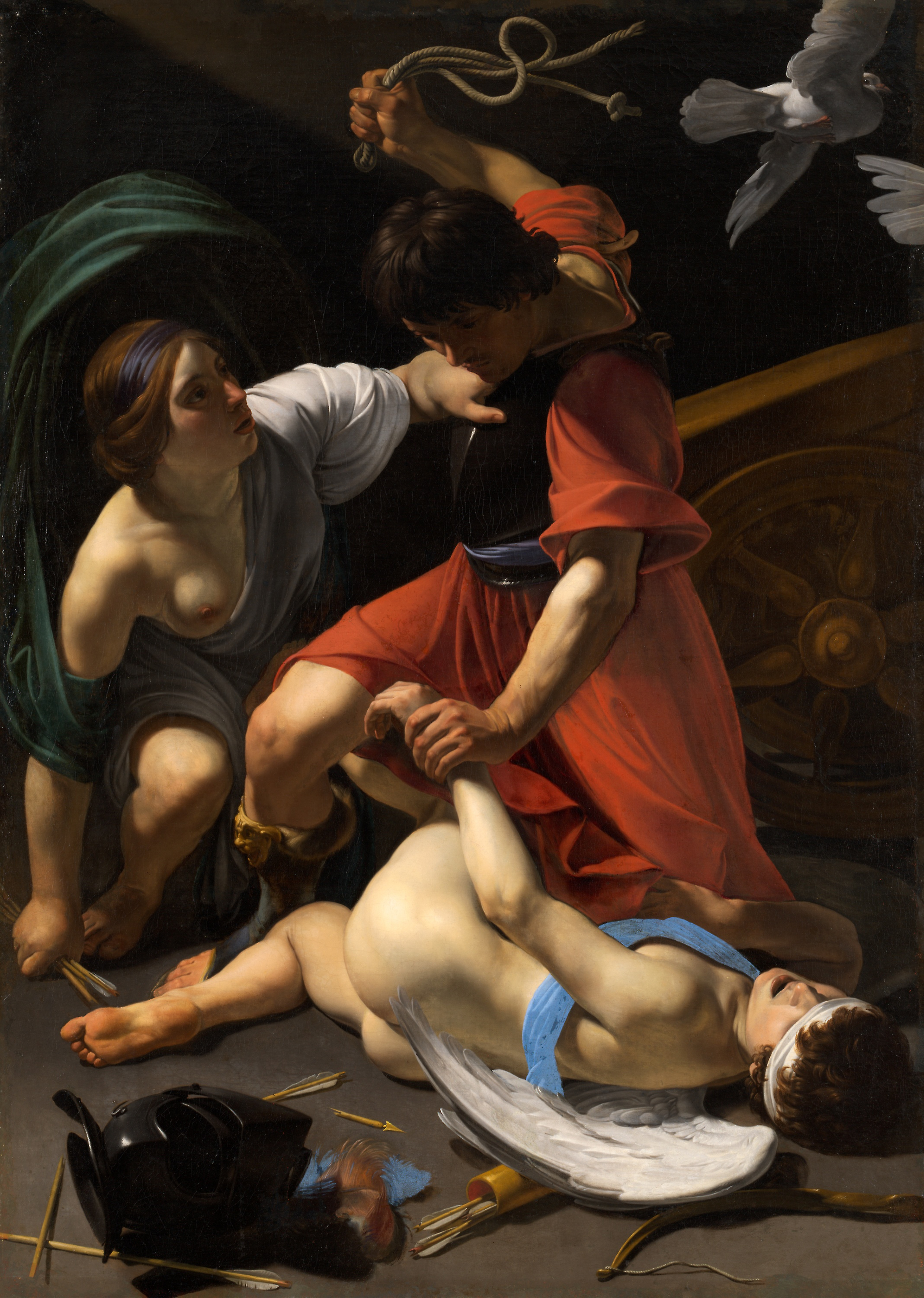
Mars Chastising Cupid, مؤسسه هنر شیکاگو. Once attributed to Caravaggio, a typical Caravaggesque painting of the type popularised by Manfredi
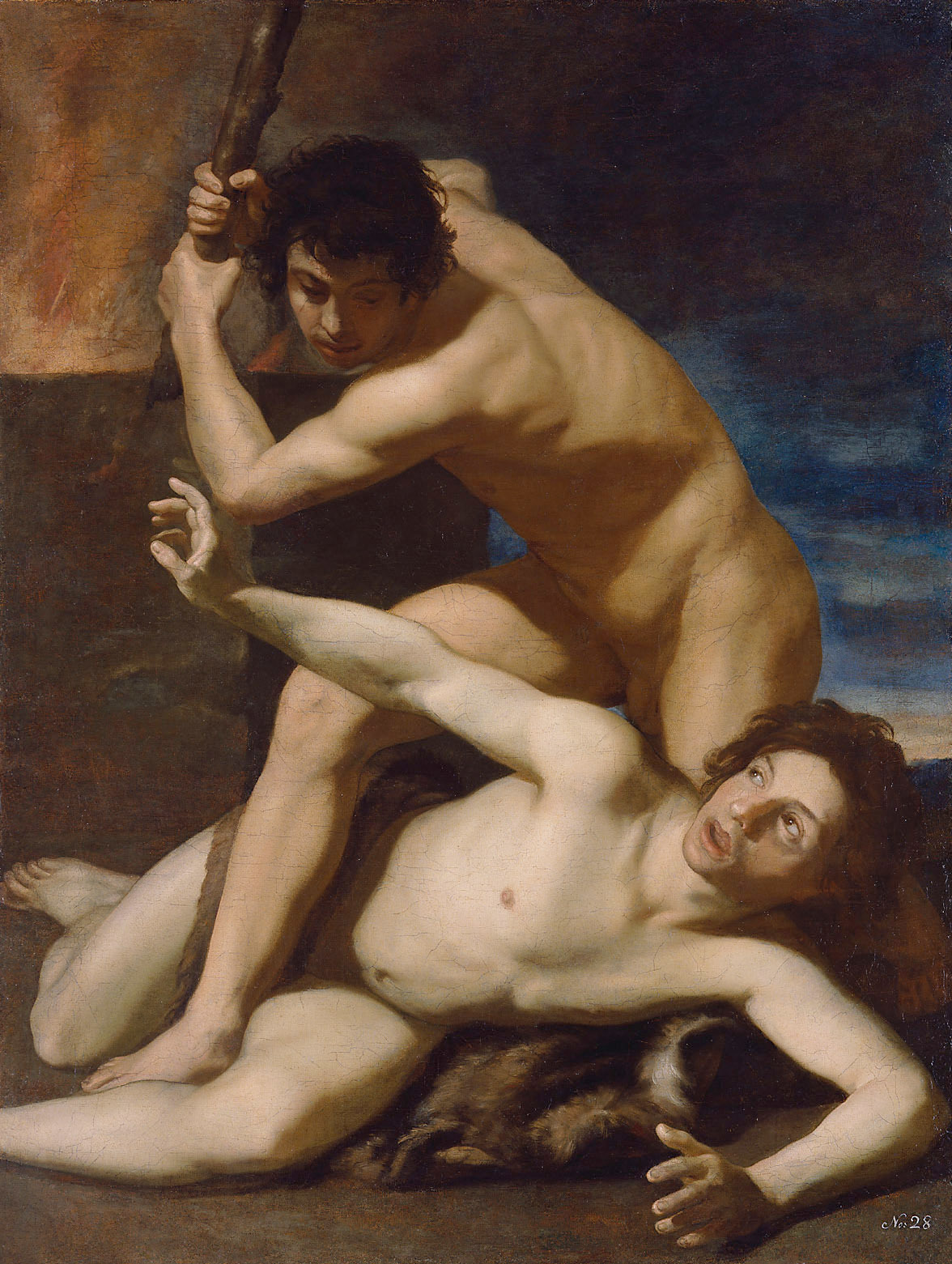
Cain Kills Abel, oil painting by Bartolomeo Manfredi, c. 1600, Kunsthistorisches Museum (Vienna)
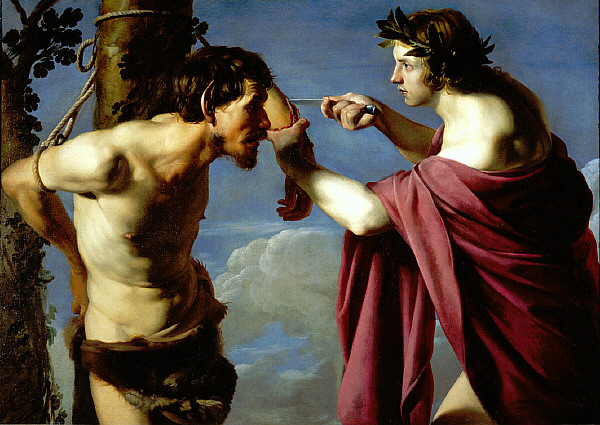
Apollo and Marsyas, oil painting by Bartolomeo Manfredi, 1616-1620, Saint Louis Art Museum
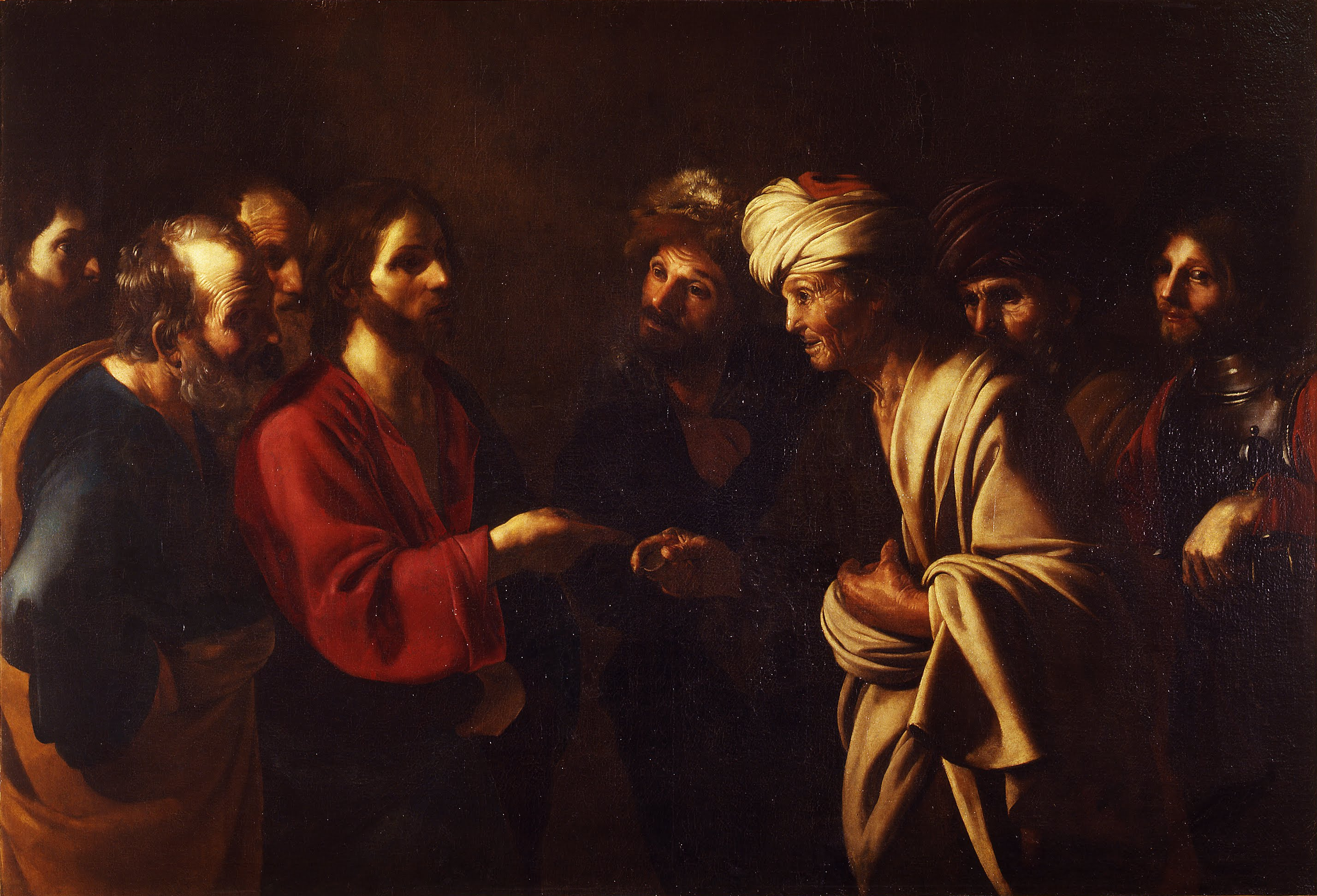
Caesar's Tribute, c. 1610-20, اوفیتزی